# Alison Light
Alison Light (geboren 4. August 1955 in Portsmouth) ist eine britische Literaturkritikerin, Literaturhistorikerin und Schriftstellerin.

## Leben
Alison Light ist eine Tochter von Arbeitern. Mit einem staatlichen Stipendium versehen konnte sie ab 1973 Anglistik am Churchill College in Cambridge studieren und machte einen B.A. Sie jobbte in verschiedenen Tätigkeiten, unterrichtete bei der Workers’ Educational Association, an der Open University und am Brighton Polytechnic und machte 1991 einen M.A. und einen D.Phil. an der Sussex University.
Im Jahr 1984 veröffentlichte sie den Artikel Returning to Manderley: Romance Fiction, Female Sexuality and Class zur Romantheorie, der mehrfach in Anthologien abgedruckt wurde. Ihr erstes Buch Forever England: Literature, Femininity and Conservatism between the Wars beruht im Wesentlichen auf ihrer Dissertation. Light heiratete 1987 den marxistischen Historiker Raphael Samuel  (1934–1996) und arbeitete mit ihm zusammen in der History Workshop Popular Literature Group. Nach seinem Tod gründete sie das „Raphael Samuel Archive and History Centre“ in London und gab zwei Aufsatzsammlungen heraus.
Sie publizierte unter anderem im The Guardian, London Review of Books, New Statesman und im Filmmagazin Sight & Sound. Zwischen 1991 und 1995 lehrte sie englische Literatur am Royal Holloway College und danach bis 2003 am University College London. Sie ist Honorary Fellow für Geschichte und Englisch am Pembroke College der Universität Oxford und Fellow an der Edinburgh University. Light ist Fellow der Royal Historical Society und der British Academy. Ihr Buch Common People stand 2014 auf der Shortlist des Baillie Gifford Prize, mit der Autobiografie A Radical Romance gewann sie 2020 den TLS Ackerley Prize.

## Schriften (Auswahl)
- Zurück nach Manderley: Liebesromane, weibliche Sexualität und Klasse. In: Karen Nölle-Fischer: Mit verschärftem Blick : feministische Literaturkritik. München : Frauenoffensive, 1987, S. 143–172
- Forever England : femininity, literature and conservatism between the wars. London: Routledge, 1991. Teilweise Dissertation Sussex University
- (Hrsg.): Raphael Samuel: Island stories: unravelling Britain. London: Verso, 1998
- (Hrsg.): Raphael Samuel: The Lost World of British Communism. 2006
- Mrs. Woolf and the servants: an intimate history of domestic life in Bloomsbury. New York, NY: Bloomsbury, 2008
- Common People: The History of an English Family. New York: Fig Tree, 2014
- A Radical Romance: A Memoir of Love, Grief and Consolation. Penguin, 2019
- Inside History : From Popular Fiction to Life-Writing. Edinburgh: Edinburgh University Press, 2022